# Lovey-Dovey
Lovey-Dovey – singel południowokoreańskiej grupy T-ara. Utwór promował piąty minialbum Funky Town. Został wydany 3 stycznia 2012 roku. Lovey-Dovey zadebiutował na pierwszym miejscu listy przebojów Gaon oraz na #20 listy Billboard Korea K-Pop Hot 100 wspinając się na pierwsze miejsce listy. W 2012 roku utwór znalazł się na szczycie rankingów Gaon Half Year Download oraz Streaming Charts z 3 338 408 pobranymi plikami i 26 322 941 streamami, a także uplasował się na 2 pozycji w ogólnym rankingu singli z łączną ilością cyfrowych pobrań 263 602 835. Pod koniec 2012 roku utwór został pobrany ponad 3,7 mln razy w Korei Południowej.
Do utworu tytułowego powstało pięć teledysków, ale jedynie trzy zostały wydane. Pierwsza wersja jest kontynuacją ich wcześniejszej historii ukazanej w teledysku Cry Cry, motywem drugiego są zombie, a trzeci pokazuje podróż i promocję grupy wokół Tokio. 
Utwór zdobył w sumie trzynaście nagród numer jeden w różnych południowokoreańskich programach muzycznych: cztery od Music Bank, cztery od Music on Top, Potrójną Koronę od Inkigayo oraz dwie od M! Countdown.
Utwór został nagrany ponownie w języku japońskim i wydany 23 maja 2012 roku jako czwarty japoński singel. Osiągnął 9 pozycję w rankingu Oricon i pozostał na liście przez 10 tygodni, sprzedał się w nakładzie 29 129 egzemplarzy.

## Lista utworów
| CD  |                                           |                                                                    |                                           |                                           |      |
| Nr  | Tytuł                                     | Słowa                                                              | Kompozycja                                | Aranżacja                                 | Czas |
| 1.  | "Lovey-Dovey" (Japanese ver.)             | Shinsadong Tiger, Choi Kyu-sung słowa japońskie: Seiko Fujibayashi | Shinsadong Tiger Choi Kyu-sung            | Shinsadong Tiger Choi Kyu-sung            |      |
| DVD |                                           |                                                                    |                                           |                                           |      |
| Nr  | Tytuł                                     | Tytuł                                                              | Tytuł                                     | Tytuł                                     | Czas |
| 1.  | "Lovey-Dovey (Japanese ver.) Music Video" | "Lovey-Dovey (Japanese ver.) Music Video"                          | "Lovey-Dovey (Japanese ver.) Music Video" | "Lovey-Dovey (Japanese ver.) Music Video" |      |

## Notowania
Singel koreański
| Lista                     | Pozycja |
| ------------------------- | ------- |
| Weekly Gaon Singles Chart | 1       |
| Billboard K-Pop Hot 100   | 1       |

Singel japoński
| Lista                        | Pozycja |
| ---------------------------- | ------- |
| Oricon Daily Singles Chart   | 5       |
| Oricon Weekly Singles Chart  | 9       |
| Oricon Monthly Singles Chart | 24      |
| Billboard Japan Hot 100      | 11      |